# Odontocera soror
Odontocera soror är en skalbaggsart som beskrevs av Pierre Émile Gounelle 1911. Odontocera soror ingår i släktet Odontocera och familjen långhorningar. Inga underarter finns listade i Catalogue of Life.